# ليال ويلكس
ليال ويلكس (بالإنجليزية: Lyall Wilkes)‏ هو قاضي وكاتب سير وسياسي بريطاني وبريطاني (وحمل سابقاً جنسية المملكة المتحدة لبريطانيا العظمى وأيرلندا)، ولد في 19 مايو 1914، وتوفي في 28 مارس 1991. حزبياً، نشط في حزب العمال. وقد في الانتخابات العامة في المملكة المتحدة 1945 ‏، انتخب عضو برلمان المملكة المتحدة الـ38 عن دائرة نيوكاسل أبون تاين الوسطى (5 يوليو 1945 – 3 فبراير 1950) وفي الانتخابات العامة في المملكة المتحدة 1950 ‏، انتخب عضو برلمان المملكة المتحدة الـ39 عن دائرة نيوكاسل أبون تاين الوسطى (23 فبراير 1950 – 5 أكتوبر 1951).